# Calcio Padova 2003-2004
Questa pagina raccoglie i dati riguardanti il Calcio Padova nelle competizioni ufficiali della stagione 2003-04.

## Stagione
La squadra biancoscudata è affidata al tecnico Ezio Glerean, che aveva portato il Cittadella in serie B con un modulo di gioco offensivo e spettacolare. Ma a Padova la formula vincente non si ripete. La squadra patavina fatica ad emergere tra le prime posizioni, e a fine novembre una sconfitta a Cittadella (2-1) apre la crisi. Glerean, colpito negli stessi giorni da una tragedia familiare, si dimette e al suo posto, dalla 23ª giornata arriva Renzo Ulivieri. Ma nemmeno il tecnico toscano riesce a imprimere una svolta alla stagione dei padovani, il Padova conclude la stagione con 48 punti, fuori per quattro punti dalla zona Play-off, all'8º posto della classifica. Breve anche il percorso nella Coppa Italia di Serie C, dove il Padova disputa il girone D di qualificazione, che ha promosso Cittadella e Belluno ai sedicesimi di finale, rimediando solo una vittoria (0-1) a Lumezzane.

## Maglie e sponsor
La prima maglia è bianco-scudata, con calzoncini e calzettoni bianchi con risvolti rossi, la seconda maglia bianconera è raffigurata nella foto in alto a destra. Lo sponsor di questa stagione è: Cassa di risparmio di Padova e Rovigo. Mentre lo sponsor tecnico è Macrom/Mitre.

## Rosa
| N. |                      | Ruolo | Calciatore                |
| -- | -------------------- | ----- | ------------------------- |
|    | Italia (bandiera)    | P     | Roberto Colombo           |
|    | Italia (bandiera)    | P     | Renato Redaelli           |
|    | Italia (bandiera)    | P     | Enrico Rosellini          |
|    | Italia (bandiera)    | P     | Enrico Rossi              |
|    | Brasile (bandiera)   | D     | Robert Anderson Calcheiro |
|    | Italia (bandiera)    | D     | Francesco Alban           |
|    | Italia (bandiera)    | D     | Paolo Antonioli           |
|    | Italia (bandiera)    | D     | Luca Franchini            |
|    | Italia (bandiera)    | D     | Giulio Giacomin           |
|    | Italia (bandiera)    | D     | Pietro Mariniello         |
|    | Italia (bandiera)    | D     | Sergio Porrini            |
|    | Italia (bandiera)    | D     | Marco Soffiato            |
|    | Danimarca (bandiera) | D     | Dan Thomassen             |
|    | Italia (bandiera)    | D     | Tommaso Toffanin          |
|    | Italia (bandiera)    | D     | Davide Zanon              |
|    | Italia (bandiera)    | C     | Maurizio Bedin            |

| N. |                                 | Ruolo | Calciatore             |
| -- | ------------------------------- | ----- | ---------------------- |
|    | Italia (bandiera)               | C     | Alberto Carraro        |
|    | Italia (bandiera)               | C     | Roberto Palumbo        |
|    | Italia (bandiera)               | C     | Filippo Porcari        |
|    | Italia (bandiera)               | C     | Alberto Quadri         |
|    | Italia (bandiera)               | C     | Fabrizio Romondini     |
|    | Italia (bandiera)               | C     | Luca Rossettini        |
|    | Italia (bandiera)               | C     | Gianluca Segarelli     |
|    | Brasile (bandiera)              | C     | Siumar Ferreira Nazaré |
|    | Italia (bandiera)               | C     | Francesco Statuto      |
|    | Italia (bandiera)               | C     | Giampietro Zecchin     |
|    | Italia (bandiera)               | A     | Andrea Cecchini        |
|    | Italia (bandiera)               | A     | Massimiliano Guidetti  |
|    | Argentina (bandiera)            | A     | Cristian La Grottería  |
|    | Italia (bandiera)               | A     | Andrea Maniero         |
|    | Bosnia ed Erzegovina (bandiera) | A     | Zlatan Muslimović      |
|    | Italia (bandiera)               | A     | Rey Volpato            |

## Risultati

### Serie C1 - girone A

#### Girone di andata
| Arbitro: | Squillace (Catanzaro) |

|                              |           |  |
| Romondini 35’ Muslimović 46’ | Marcatori |  |

| Arbitro: | Herberg (Messina) |

|               |           |  |
| Carruezzo 18’ | Marcatori |  |

| Rimini 15 settembre 2003 3ª giornata | Rimini            | 0 – 0 | Padova | Stadio Romeo Neri\| Arbitro: \| Stefanini (Prato) \| |
| Arbitro:                             | Stefanini (Prato) |       |        |                                                      |

| Arbitro: | Zanzi (Lugo di Romagna) |

|                   |           |                       |
| Guidetti 34’, 53’ | Marcatori | 85’ (rig.) Piovanelli |

| Varese 28 settembre 2003 5ª giornata | Varese          | 0 – 0 | Padova | Stadio Franco Ossola\| Arbitro: \| Lena (Ciampino) \| |
| Arbitro:                             | Lena (Ciampino) |       |        |                                                       |

| Arbitro: | Vicinanza (Albenga) |

|                               |           |                      |
| Muslimović 75’ Guidetti 90+2’ | Marcatori | 16’ Centi 77’ Strada |

| Novara 12 ottobre 2003 7ª giornata | Novara        | 0 – 0 | Padova | Stadio Silvio Piola\| Arbitro: \| Lops (Torino) \| |
| Arbitro:                           | Lops (Torino) |       |        |                                                    |

| Arbitro: | Salati (Trento) |

|                |           |  |
| Muslimović 25’ | Marcatori |  |

| Arbitro: | Crugliano (Crotone) |

|               |           |                |
| Artistico 47’ | Marcatori | 52’ A. Maniero |

| Arbitro: | Lena (Ciampino) |

|                     |           |  |
| Guidetti 75’ (rig.) | Marcatori |  |

| Arbitro: | Celi (Bari) |

|                              |           |              |
| Abbruscato 18’ Passiglia 87’ | Marcatori | 46’ Guidetti |

| Padova 16 novembre 2003 12ª giornata | Padova                | 0 – 0 | Spezia | Stadio Euganeo\| Arbitro: \| Squillace (Catanzaro) \| |
| Arbitro:                             | Squillace (Catanzaro) |       |        |                                                       |

| Arbitro: | Banti (Livorno) |

|                            |           |               |
| Amore 22’ De Gasperi 90+2’ | Marcatori | 43’ Romondini |

| Arbitro: | G. Rubino (Salerno) |

|                |           |  |
| A. Maniero 87’ | Marcatori |  |

| Arbitro: | Zanzi (Lugo di Romagna) |

|                       |           |  |
| Nordi 37’ Rossini 85’ | Marcatori |  |

| Arbitro: | Ferrandini (Sondrio) |

|                                                 |           |  |
| Guidetti 9’ (rig.), 25’ (rig.), 49’ Volpato 76’ | Marcatori |  |

| Arbitro: | Velotto (Grosseto) |

|            |           |                |
| Cavalli 5’ | Marcatori | 47’ A. Maniero |

#### Girone di ritorno
| Arbitro: | Marelli (Como) |

|  |           |                  |
|  | Marcatori | 16’ La Grotteria |

| Arbitro: | Stefanini (Prato) |

|                     |           |  |
| Cecchini 53’ (rig.) | Marcatori |  |

| Arbitro: | Vicinanza (Albenga) |

|                                   |           |                   |
| Cecchini 2’ (rig.) Muslimović 39’ | Marcatori | 52’, 72’ Floccari |

| Arbitro: | Damato (Barletta) |

|                                       |           |                |
| Zaffaroni 33’ Elia 44’ Belluomini 83’ | Marcatori | 90+1’ Cecchini |

| Arbitro: | Guerriero (Catanzaro) |

|                     |           |          |
| Guidetti 73’ (rig.) | Marcatori | 87’ Aloe |

| Arbitro: | Giglioni (Siena) |

|                    |           |  |
| Piovani 11’ (rig.) | Marcatori |  |

| Arbitro: | Squillace (Catanzaro) |

|                            |           |                                  |
| Muslimović 11’ Zecchin 61’ | Marcatori | 64’ Damiano 79’ (rig.) Pinamonte |

| Arbitro: | Stefanini (Prato) |

|           |           |  |
| Chini 40’ | Marcatori |  |

| Arbitro: | Pantana (Macerata) |

|                |           |  |
| Muslimović 34’ | Marcatori |  |

| Arbitro: | Tonolini (Milano) |

|                           |           |  |
| Mannini 25’ Bonfiglio 82’ | Marcatori |  |

| Arbitro: | Crugliano (Crotone) |

|  |           |              |
|  | Marcatori | 6’ Passiglia |

| La Spezia 10 aprile 2004 29ª giornata | Spezia                | 0 – 0 | Padova | Stadio Alberto Picco\| Arbitro: \| Squillace (Catanzaro) \| |
| Arbitro:                              | Squillace (Catanzaro) |       |        |                                                             |

| Arbitro: | P.S. Mazzoleni (Bergamo) |

|                                              |           |                  |
| La Grottería 64’ Romondini 66’ Zecchin 90+3’ | Marcatori | 13’ (aut.) Zanon |

| Sassari 25 aprile 2004 31ª giornata | Torres        | 0 – 0 | Padova | Stadio Vanni Sanna\| Arbitro: \| Lops (Torino) \| |
| Arbitro:                            | Lops (Torino) |       |        |                                                   |

| Arbitro: | Pierpaoli (Firenze) |

|                                                             |           |  |
| La Grottería 7’ Zecchin 8’ Guidetti 51’ (rig.) Cecchini 70’ | Marcatori |  |

| Arbitro: | Fiori (Perugia) |

|            |           |  |
| Ligori 72’ | Marcatori |  |

| Arbitro: | Torella (Roma) |

|                                           |           |  |
| Guidetti 44’ La Grottería 48’ Zecchin 58’ | Marcatori |  |

### Coppa Italia di Serie C

#### Gruppo D
| 17 agosto 2003 1ª giornata |  | – Turno di riposo Padova |  |  |

| Arbitro: | Gava (Conegliano) |

|                     |           |                             |
| Guidetti 67’ (rig.) | Marcatori | 34’ De Bortoli 35’ Schiavon |

| Arbitro: | Tommasi (Bassano del Grappa) |

|  |           |                |
|  | Marcatori | 74’ Muslimović |

| Arbitro: | Zanardo (Conegliano) |

|                |           |                           |
| Muslimović 55’ | Marcatori | 23’ Gervasoni 56’ M. Moro |

| Arbitro: | P.S. Mazzoleni (Bergamo) |

|                        |           |  |
| Riberto 5’ Gennari 46’ | Marcatori |  |

## I goleador biancoscudati
12 reti
- Massimiliano Guidetti (5 rigori) + 1 rete su rigore in Coppa Italia

6 reti
- Zlatan Muslimović + 2 reti in Coppa Italia

4 reti
- Andrea Cecchini (2);
- Cristian La Grottería

3 reti
- Andrea Maniero;
- Fabrizio Romondini;
- Giampietro Zecchin

1 rete
- Rey Volpato